# The Glass House (pel·lícula del 1972)
Truman Capote's The Glass House és una telefilm dramàtic estatunidenc del 1972 protagonitzat per Alan Alda, Vic Morrow, i Clu Gulager, i dirigit per Tom Gries. Es va emetre originalment a CBS el 4 de febrer de 1972.

## Argument
El professor Jonathon Paige mata accidentalment un home durant una discussió i acaba sent condemnat per homicidi involuntari i condemnat a presó. Ell i el jove traficant de marihuana Allan Campbell ingressen a la presó el mateix dia que el veterà idealista Brian Courtland comença la seva nova posició com a guàrdia de la presó. Els nous presoners descobreixen que la presó està dirigida per bandes de presons, mentre que el nou guàrdia descobreix la corrupció dels guàrdies i el guarda. Paige és contractat per treballar a la farmàcia i Hugo Slocum el pressiona perquè administri drogues a la banda d'Slocum. Paige es nega a ajudar a Slocum i es guanya el respecte de Lennox, un presoner amb mentalitat política que busca reformar el sistema. Després de ser segrestat per una banda per rebutjar els avisoss de Slocum, Allan es mata saltant des d'un nivell alt.
Sinclair, un reclus pressionat per Slocum per passar drogues a la farmàcia la posició de la qual va prendre Paige, li dona a Paige un llibre de registres de transaccions corruptes entre Slocum i els guàrdies perquè el faci públic. Sinclair es troba al pati, però el seu llibre no es pot trobar a la seva cel·la, així que Slocum i la seva banda persegueixen Paige per la presó. Sona l'alarma antidisturbis i la majoria dels presoners fugen de tornada a les seves cel·les, però Slocum es queda, així que Paige li dispara amb una arma casolana que li va proporcionar Lennox i escapa per la caseta de guàrdia buida. A fora es troba amb Courtland, que li dispara per sorpresa. Courtland troba el llibre sobre el cos de Paige i es nega a lliurar-lo quan un guàrdia corrupte li ho demana. Courtland notifica al director de les seves troballes i presenta el llibre com a prova, però el director nega el coneixement del llibre i li demana que signi la "versió oficial" que l'esdeveniment va ser un motí racial, excloent qualsevol informació sobre corrupció a la presó. Courtland es nega i surt de la presó, deixant la seva feina.

## Repartiment
- Alan Alda com a Jonathon Paige
- Vic Morrow com a Hugo Slocum
- Clu Gulager com a Brian Courtland
- Billy Dee Williams com a Lennox
- Kristoffer Tabori com Allan Campbell
- Dean Jagger com al director Auerbach
- Scott Hylands com a Ajax
- Edward Bell com a Sinclair
- Roy Jenson com a oficial Brown
- Alan Vint com a Bree
- Luke Askew com a Bibleback
- Tony Mancini com a Steve Berino
- G. Wood com a Pagonis (sense acreditar)

## Producció
El rodatge va tenir lloc a la Presó estatal d'Utah a Draper (Utah), a 20 milles fora de Salt Lake City.

## Reconeixements
Tom Gries va guanyar un Premi Primetime Emmy a la millor direcció d'una sèrie limitada, pel·lícula o especial dramàtic el 1972 per dirigir aquesta pel·lícula de televisió. La pel·lícula també va guanyar la Conquilla d'Or al Festival Internacional de Cinema de Sant Sebastià 1972. La pel·lícula va ser nominada al Goldus d'Or a la millor sèrie limitada o antologia o pel·lícula de televisió però no va guanyar.